# Fernando Vera Castro
Fernando Vera Castro (Ameca, Jalisco, 29 de marzo de 1945), más conocido como El Ameca Vera, fue un futbolista mexicano que jugaba en la posición de delantero. Creció en la cantera de futbolistas de Ameca, jugó para el Club Deportivo Guadalajara toda su carrera en el máximo circuito, y después jugaría con equipos de la localidad Ameca en divisiones inferiores.
Comenzó jugando en el equipo infantil del Industria de Ameca a los 13 años de edad. Un año después llega a las fuerzas básicas del Club Deportivo Guadalajara.
Debutó el 14 de agosto de 1964 en un partido contra el Deportivo Toluca que quedaría 3-1 a favor de los Diablos, pero destacando que la única anotación de Chivas fue por parte del debutante Vera. Se retiró del Guadalajara en 1968 después de ser intervenido quirurgicamente de la rodilla izquierda por el doctor Rafael Moreno Valle.
Se casó el 17 de agosto de 1971 con la profesora Yolanda Zárate Macías.
Fue jugador del equipo Bagres del Industria, de Ameca, Jalisco en 1975, convirtiéndose en entrenador en 1976 hasta 1978, sin embargo tuvo que renunciar al cargo debido a otras ocupaciones de atención impostergable, como su puesto en la Liga Deportiva Municipal. 
En 1980 el Ameca se convirtió en filial del Jalisco en la Tercera división mexicana y se convirtió de nuevo en su entrenador, aunque entró equipo desde el amateurismo. Los resultados negativos de muchos partidos a lo largo del campeonato, colmaron la paciencia de los directivos del Jalisco y decidieron destituirlo en enero de 1981, aunque siguió en la institución dirigiendo fuerzas inferiores.
Desde 1984 ejerció como administrador del Sistema para los Servicios de Agua Potable y Alcantarillado en el municipio de Ameca, y siguió desempeñándose en puestos burocráticos hasta mediados de la década de los 1990s.
- Datos: Q5860381